# Små børn, stor by
|  | Denne artikel er oprettet af botten Steenthbot ud fra en ekstern database. Den kan derfor have sproglige fejl eller mangler. Denne skabelon kan fjernes efter kontrol af indholdet. |

Små børn, stor by er en dansk dokumentarfilm fra 1961 instrueret af Nicolai Lichtenberg efter eget manuskript.

## Handling
Storbyen, denne voksenverden med dens jag og larm, er ikke altid den bedste baggrund for et barns udvikling. Mange børn bliver prægede af rastløsheden - de bliver ensomme, måske nervøse. Julemærkehjemmene giver disse børn mulighed for på ny at blive sunde og tilfredse, mulighed for at vokse op og udvikle sig til harmoniske mennesker.